# Lam (Mbven)
Pour les articles homonymes, voir Lam.
Lam est une localité du Cameroun située dans la région du Nord-Ouest et le département du Bui. Elle fait partie de la commune de Mbiame.

## Localisation
Le village de Lam est situé à environ 83 km de Bamenda, le chef-lieu de la Région du Nord-Ouest, et à 267 km de Yaoundé, la capitale du Cameroun.

## Population
Lors du recensement de 2005, on y a dénombré 618 habitants dont 305 hommes et 313 femmes.

## Éducation
Il y a une école maternelle Lam GNS construite en 2010 .